# Браун, Карлос Кэрр
Карлос Кэрр Браун (англ. и исп. Carlos Carr Brown; 25 февраля 1882 — 12 августа 1926) — аргентинский футболист, защитник.

## Биография
Внук шотландских эмигрантов Джеймса и Мэри Браун. Член знаменитой семьи Браунов: шестеро его братьев также были футболистами, причём четверо из них (Хорхе, Альфредо, Эрнесто и Элисео) выступали за сборную Аргентины.
Всю профессиональную карьеру провёл в клубе «Алумни». В составе национальной сборной Аргентины сыграл 2 матча и оба против сборной Уругвая. Дебютировал в товарищеской встрече 13 сентября 1903 года, завершившейся поражением 2:3, а также сыграл в матче на Кубок Липтона 1905 (0:0).